# 摩根維爾 (喬治亞州)
摩根維爾（英語：Morganville）是位於美國喬治亞州戴德縣的一個非建制地區。該地的面積和人口皆未知。

## 地理
摩根維爾的座標為34°56′11″N 85°27′13″W / 34.93639°N 85.45361°W，而該地的平均海拔高度為219米（即718英尺）。